# Mack McLarty
Thomas F. « Mack » McLarty III (né le 14 juin 1946) est un homme politique et homme d'affaires américain qui est notamment chef de cabinet de la Maison-Blanche sous Bill Clinton de 1993 à 1994. Il est ensuite président de McLarty Associates, une société de conseil basée à Washington, et PDG des McLarty Companies.